# Asahi Haga
Asahi Haga (芳賀 日陽 Haga Asahi?), född 30 juli 2000 i Tokyo prefektur, är en japansk fotbollsspelare.
Haga började sin karriär 2018 i FC Tokyo.